# Protozvijezda
Protozvijezde su zvijezde u nastajanju. 

## Opis
Ovo nebesko tijelo (ili preciznije - formacija) je oblak, tj. nakupina međuzvjezdane prašine, koja u središtu ima gušći dio (sama protozvijezda u užem smislu) i veliki disk prašine koji se vrti oko nje. Na međuzvjezdani molekularni oblak ili njihove dijelove dijeluje gravitacija pod čijim se utjecajem sažimaju i u sfere.
Sažimanje je proces koji traje sve dok ne ne zbije fuzija i tad idu u postanu zvijezde. Na brzinu tog stadija utječe masa s kojom je upravo proporcionalna. Traje od više stotina tisuća do nekoliko desetaka milijuna godina. Zvijezdama mase Sunce treba oko 50 milijuna godina.
Cijela formacija je ustvari protoplanetarni disk tj. sustav protozvijezde i pripadajućih joj planeta u nastajanju ili protoplaneta.
Protozvijezda svijetli vidljivim svjetlom (uz ostali dio spektra koji isijava) ne zbog nuklearnih procesa koji se u njoj odvijaju, kao što je slučaj s 'pravim' zvijezdama, nego zbog kemijskih reakcija koje u njoj nastaju. Protozvijezda, naime, još nije postigla dovoljnu gustoću materije od koje je sastavljena, da bi do nuklearne reakcije došlo.

## Nastanak
Nastanak protozvijezda i protosustava obično potiče supernova ili drugi siloviti svemirski događaj u blizini, koji proizvede dovoljno energije da bi udarni valovi koji pritom nastanu komprimirali međuzvjezdanu prašinu u dovoljnoj mjeri da nastanu gravitacijske (a možda i još neke druge) sile, koje potom privuku okolnu materiju u takav sustav, te se on onda nastavi komprimirati i formirati u "pravi" sunčev sustav.

## Vanjske poveznice
- Planet-Forming Disks Might Put Brakes On Stars (engl.)
- Planets could put the brakes on young stars Lucy Sherriff (The Register) (engl.)
- Why Fast-Spinning Young Stars Don't Fly Apart (SPACE.com) (engl.)